# Сапахар
Сапахар (бенг. সাপাহার, англ. Sapahar) — город на северо-западе Бангладеш, административный центр одноимённого подокруга. Площадь города равна 8,39 км². По данным переписи 2001 года, в городе проживало 6008 человек, из которых мужчины составляли 55,21 %, женщины — соответственно 44,79 %. Уровень грамотности населения составлял 40,4 % (при среднем по Бангладеш показателе 43,1 %).